# ینی‌آرخ (آق‌داش)
ینی‌آرخ (به لاتین: Yeniarx) یک منطقه مسکونی در جمهوری آذربایجان است که در شهرستان آق‌داش واقع شده است.